# Esterházy József Antal
Galántai herceg Esterházy József Simon Antal (Kismarton, Habsburg Birodalom, 1688. május 7. - Kismarton, Habsburg Birodalom, 1721. június 6.) a magyar arisztokrata Esterházy családból származó magyar gróf és birodalmi herceg, ezredes, Sopron vármegye és Zala vármegye örökös főispánja.

## Élete

### Családja
Esterházy I. József herceg az Esterházy-család fraknói ágának hercegi alágába (más néven idősebb ág) született. Szülei, Esterházy I. Pál herceg és Thököly Éva voltak, édesapja második házasságából született, Kismartonban. Édesanyja révén unokaöccse volt Thököly Imrének, aki Éva bátyja volt. Katolikus közegben nevelkedett, jóllehet, édesanyja evangélikus volt.
Szülei frigyéből Józsefen kívül még hat gyermek született, ám csak ő és nővére, Esterházy Terézia (későbbi Erdődy Györgyné) érték meg a felnőttkort. Apja előző házasságából számos féltestvére volt: Esterházy I. Mihály herceg, Esterházy László Ignác, Esterházy Miklós Antal, Esterházy Gábor, Esterházy Ádám, Esterházy Julianna, Esterházy Krisztina és Esterházy Orsolya. Apja 1713-ban bekövetkezett halálakor két fiára, Józsefre és Mihályra hagyományozta vagyonát. A két fiú közt hosszú örökösödési harc indult meg a néhai Pál herceg javaiért, és csak 1718-ban jutottak dűlőre. A vita részét képezte Pál adósságainak a törlesztése is, és a helyzetet nehezítette, hogy korábban elhunyt fivérük, Gábor özvegye, Maria Christina Abensperg-Traun is belefolyt az ügybe közös leányuk érdekeinek érvényesítése végett. (Később, a fivérek halála után az egész vagyon József fiának, Pálnak a kezében összpontosult.)

### Politikai, katonai pályafutása
Korai halála miatt jelentősebb politikai karriert befutni nem volt lehetősége. Atyja katonai pályára szánta, tanulmányait a Sopronban, a jezsuitáknál végezte, majd a bécsi lovagi iskolában tanult tovább, egyetemre is járt. 1717-ben császári és királyi kamarási rangra emelték, emellett Gábor bátyja 1704-es hálától Zala vármegye és Mihály bátyja 1721-es halála után néhány haláláig Sopron vármegye főispánja volt. (Egyes források Somogy vármegye főispánjaként is megjelölik, mert korábban azt a címet is Gábor birtokolta, de Gábor főispánsága után az Nádasdy Tamás kezébe került, 1734-es haláláig, így Józsefé semmiképp sem lehetett.) Már 1702-ben császári vértesek kapitányaként szolgált. 1704 és 1714 között császári lovasezred ezredese volt, melyet Gábor bátyjától örökölt, 1714 után pedig vezérőrnagyi rangot kapott.

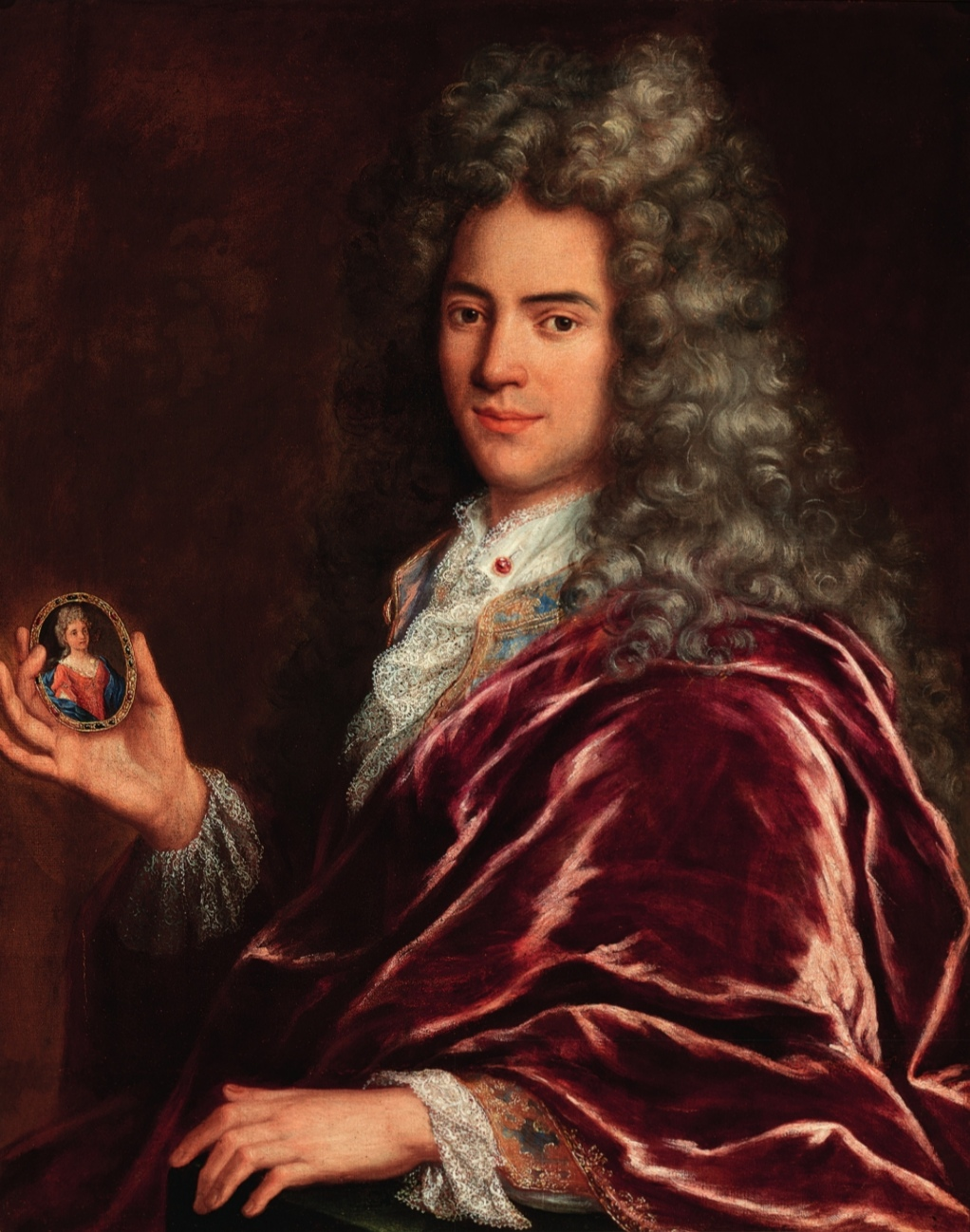
Esterházy I. József Antal portréja, ismeretlen udvari festő

### Gyermekei
Felesége Maria Octavia von Gilleis zu Theras und Sonnenberg bárónő (1688. július 18. - 1762. április 22., Bécs) volt, akivel 1709. december 22-én házasodott össze Bécsben (eljegyzésüket két évvel korábban, 1707. május 22-én tartották), és akitől három gyermeke érte meg a felnőttkort:
- Esterházy II. Pál Antal herceg
- Esterházy I. ,,Fényes" Miklós herceg
- Esterházy Mária Jozefa (1712. június 11., Bécs - 1756. június 1. Bécs), gróf Lamberg Ferencné (házasságát Bécsben kötötte, 1733. október 8-án, férje magyarosított német családból származott, eredeti neve: Franz Anton von Lamberg-Spritzenstein, Ortenegg és Ottenstein ura (1707. augusztus 27. - 1765. április 17. Bécs))
- (Esterházy Anna Mária (1717. május 18. - 1718. április 7.))

### Hercegsége
A fiatal József gróf a bátyját, a férfi örökös nélkül elhunyt Esterházy I. Mihály herceget követte a hercegi majorátusban 1721-ben, melyet apjuk, Esterházy I. Pál 1687-ben kapott, s 1712-től vált örökletes címmé a magyar király és német-római császár, III. Károly jóváhagyásával.

### Halála

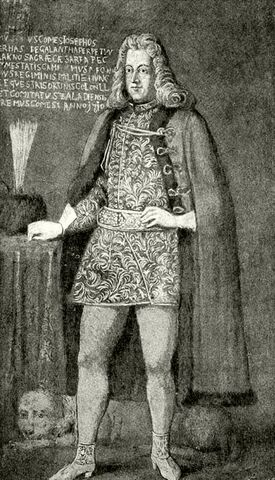
Esterházy I. József Antal portréja

József herceg nem sokáig lehetett a család feje, alig 74 nappal a hercegi cím megöröklése után, 1721. június 6-án elhunyt (más források szerint 7-én). Hirtelen halálának oka máig tisztázatlan maradt, nem kizárt, hogy egy régebbi betegségben hunyt el. Mindössze 33 éves volt. Halála után hercegi címe fiára, Esterházy II. Pál Antal hercegre szállt, de Pál helyett egy ideig anyja, Maria Octavia hercegné igazgatta a családi vagyont, régensként. Maria régenssége alatt az Esterházy-udvar nyelve a német lett, az özvegy hercegné sokat tett az udvari zenei élet fellendítéséért.
Mikor Pál 1762-ben gyermektelenül halt meg, József herceg másik fia, Esterházy I. ,,Fényes" Miklós herceg lett a következő Esterházy-herceg.